# پیروزی قاطع

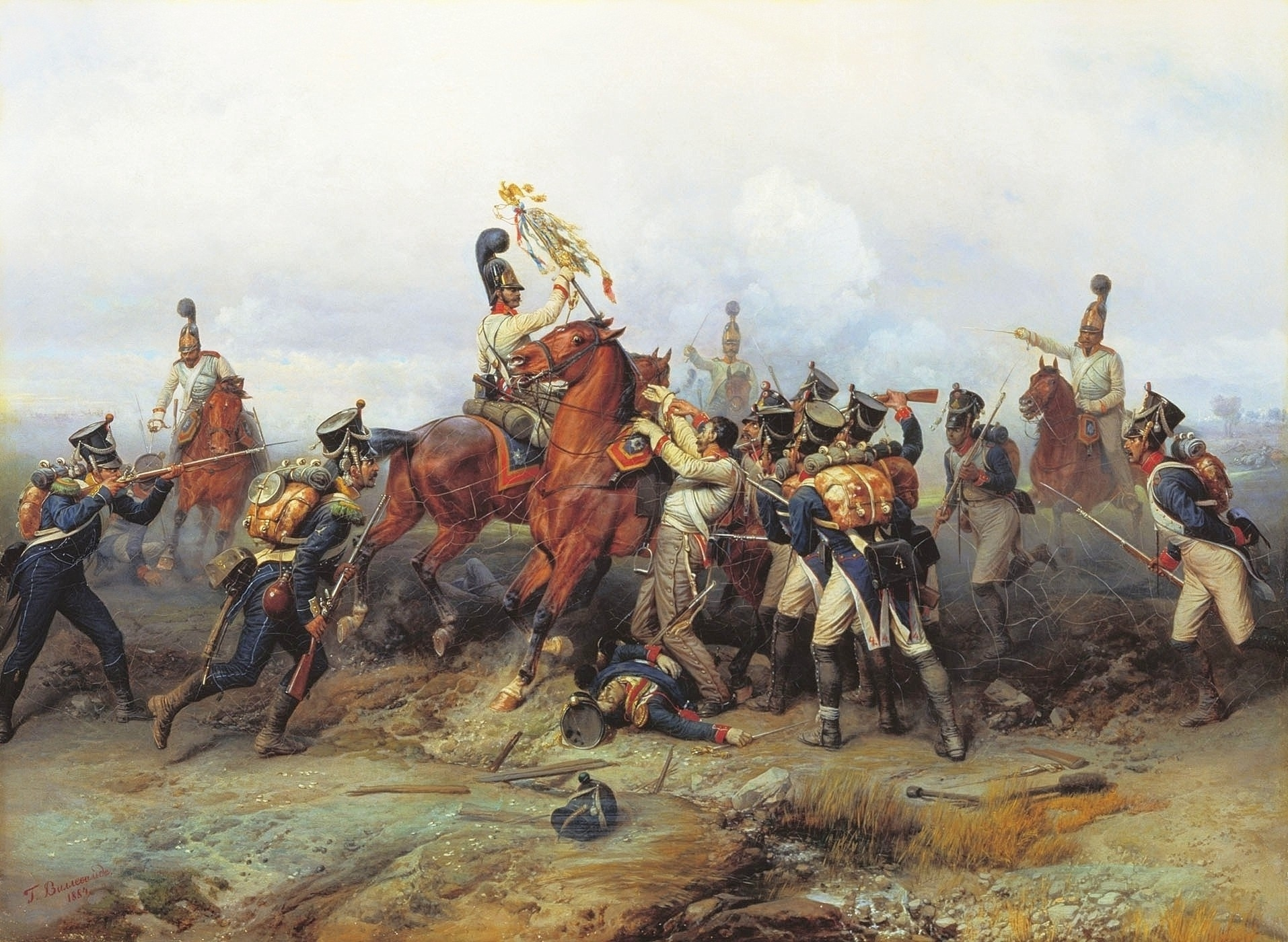
اسیر شدن عقاب یک هنگ فرانسوی توسط سواره نظام گارد روسی در آسترلیتز. فرانسوی‌ها تنها یک عقاب را در نبرد آسترلیتز از دست دادند و این زمانی اتفاق افتاد که گارد سواره نظام روسیه، هنگ خط چهارم را در فضای باز غافلگیر کرده و به آنها حمله کرد.

پیروزی قاطع یا پیروزی قطعی (انگلیسی: Decisive victory) نوعی از برد در جنگ است که در آن هدفی که نزاع بر آن ایجاد گردیده را کاملاً برطرف کرده، وهله نخستین جنگ را خاتمه و آن را به مرحله دیگری وارد می‌کند. مادامی که پیروزی قطعی حاصل نشود، طرفین به نزاع بر موضوع ایجادی جنگ ادامه می‌دهند. پیروزی قاطع می‌تواند، پیروزی تاکتیکی، عملیات نظامی، پیروزی استراتژیکی یا خاتمه دهنده خصومت فی‌مابین طرفین باشد.